# Шёне, Макс
Макс Шёне (нем. Max Schöne; 20 января 1880 — 16 января 1961) — немецкий пловец, чемпион летних Олимпийских игр 1900.
На Играх Шёне участвовал только в командной гонке на 200 м. Его команда стала лучшей на Играх, получив золотые медали.